# Taxbird
Taxbird ist ein freier ELSTER-Client, also eine freie Software zur Tätigung der deutschen Umsatzsteuervoranmeldung über das deutsche System zur elektronischen Übermittlung von Steuererklärungen namens ELSTER.
Es wird von Stefan Siegl in der Programmiersprache C entwickelt und unter Version 3 oder höher der GNU General Public License (GPL) verbreitet.
Es ist derzeit die einzige freie Software, die die seit Beginn 2005 vorgeschriebene Umsatzsteuervoranmeldung per Fernmeldeleitung ermöglicht. Die Übermittlung von Jahressteuererklärungen und Einkommensteuererklärungen wird nicht unterstützt, da die hierfür notwendigen Schnittstellen nicht für frei lizenzierte Anwendungen freigegeben sind.
Das Programm ist modular, für die eigentliche Meldung der Steuerdaten wird die Programmbibliothek libgeier verwendet, Taxbird selbst ist ein Frontend mit graphischer Benutzeroberfläche (GUI) auf Basis von GTK+ zu der Bibliothek. Die Gestaltung lehnt sich an die proprietäre Freeware ElsterFormular an.
Die Software wurde in die Linux-Distributionen Debian, Ubuntu und Gentoo aufgenommen. Für openSUSE stehen im PackMan-Archiv Pakete bereit.
2012 wurde die Weiterentwicklung von Taxbird eingestellt. Als Nachfolger entwickelte Siegl die auf HTML und JavaScript basierende Anwendung Geierlein.
Am 26. Oktober 2018 informierte das Bayerische Landesamt für Steuern, dass das Verfahren ElsterAnmeldung auf der offenen Schnittstelle Mitte Januar 2019 abgeschaltet wird. Dadurch ist die Datenübertragung nur noch über eine proprietäre Schnittstelle möglich, die Möglichkeit freie Software zur Übermittlung der Steueranmeldung zu entwickeln besteht nicht mehr. Damit wurde die Einstellung des Projektes Geierlein erzwungen.